# Badjoué (peuple)
Pour les articles homonymes, voir Badjoué.
Les Badjoué sont une population de langue bantoue vivant principalement au sud du Cameroun.

## Langue
Ils parlent le badjoué (ou badwe'e), un dialecte du koonzime.